# Gare de Haydons Road
La gare de Haydons Road (en anglais : Haydons Road railway station), est une gare ferroviaire de la ligne Sutton Loop Line (en), en zone 3 Travelcard. Elle  est située sur la Haydons Road  à Summerstown (en) dans le borough londonien de Merton, en limite du borough londonien de Wandsworth, sur le territoire du Grand Londres.
C'est une gare Network Rail desservie par des trains Southern et Govia Thameslink Railway.